# アマダ
株式会社アマダ（英称:AMADA CO.,LTD.）は、神奈川県伊勢原市に本社を置く金属加工機械を製造販売するメーカーである。日経平均株価およびJPX日経インデックス400の構成銘柄の一つ。

## 特色
金属加工機械分野（特に板金機械）で国内トップシェアを誇る。また割賦販売で中小企業、および海外への開拓に積極的である。

## 沿革
- 1946年（昭和21年）- 東京都豊島区高田南町にて創業。
- 1948年（昭和23年）- 合資会社天田製作所を設立。
- 1953年（昭和28年）- 株式会社天田製作所に組織変更。
- 1955年（昭和30年）- 縦型帯鋸盤（コンターマシン）第1号機完成。
- 1956年（昭和31年）- 横型帯鋸盤（カットオフマシン）の生産開始。埼玉県鳩ヶ谷市に川口工場を建設。
- 1961年（昭和36年）- 東京証券取引所2部に上場。
- 1962年（昭和37年）- 大阪証券取引所2部に上場。
- 1963年（昭和38年）- 兵庫県小野市所在の株式会社巧技術研究所（帯鋸刃の製造業）を系列下に収める。
- 1964年（昭和39年）- 株式会社アマダに商号変更。エーエム商事及び巧技術研究所を吸収合併し、巧技術研究所を小野工場と改称。
- 1965年（昭和40年）
  - ユーエスインダストリー（米国）と技術援助契約を締結し、メカニカルプレスの製造販売を開始。
  - プロメカムシッソンレーマン（フランス）と技術援助契約を締結し、プレスブレーキの製造販売を開始。
- 1967年（昭和42年）- プロメカムインターナショナル（フランス）と技術援助契約を締結し、シャーリングマシンの製造販売を開始。
- 1969年（昭和44年）
  - 東京証券取引所、大阪証券取引所各1部へ指定替え。
  - 本店所在地を神奈川県中郡伊勢原町に移転。
- 1971年（昭和46年）
  - 米国シアトル市に現地法人ユーエスアマダ（現・アマダノースアメリカ）を設立。
  - 米国ユーエスアマダ（現・アマダノースアメリカ）と技術援助契約を締結し、NC付きタレットパンチプレスおよびアイアンワーカーの製造販売を開始。
- 1972年（昭和47年）- 英国バーミンガム市に現地法人アマダユーケーを設立。ドイツ デュッセルドルフ市の現地機械商社を買収し、ドイツアマダを発足。
- 1973年（昭和48年）
  - 株式会社淀川プレス製作所（大阪証券取引所市場第二部上場銘柄）の第三者割当増資引受により同社株式の30%を取得し、あわせてメカニカルプレスの生産を委託。
  - 株式会社園池製作所（東京証券取引所市場第二部上場銘柄）の第三者割当増資引受等により同社株式の49.4%を取得し、同社の経営権の移譲を受け帯鋸盤（横型汎用機）および金型（板金用）の製造を委託。
- 1978年(昭和52年）
  - 園池販売株式会社の株式を園池製作所より譲受し、当社商品、製品等のアフターサービスに関する業務を提携。園池販売はアマダ技術サービス株式会社に商号変更。
  - ワシノ機械株式会社の第三者割当増資引受により同社株式の16.7%を取得し、メカニカルプレスの製造を委託。
  - 本社内にアマダマシンツールプラザ（現・伊勢原工場）を新設。
- 1979年（昭和53年）- 本社ビルを新設。
- 1980年（昭和54年）
  - アマダ技術サービスが米国ロサンゼルス市に現地法人アマダエンジニアリングアンドサービスを設立。
  - 園池製作所が東京証券取引所市場第一部銘柄に指定。
- 1981年（昭和55年）
  - 園池製作所が米国ラ・ミラダ市にユーエスソノイケ（現・アマダノースアメリカ）を設立、NC付きタレットパンチプレスの現地生産を開始。
  - ワシノ機械が淀川プレス製作所を吸収合併し、同社株式の27.2%を取得。
- 1982年（昭和56年）- イタリア・ミラノ市に現地法人アマダイタリアを設立。
- 1983年（昭和57年）- アマダ技術サービスが株式会社アマダメトレックスに商号変更。
- 1984年（昭和58年）- 台湾・三重市に現地法人アマダ台湾を設立。
- 1985年（昭和59年）- 株式会社アマダメトレックスが東京証券取引所市場第二部に指定上場。
- 1986年（昭和60年）
  - プロメカムシッソンレーマン（フランス）を買収し、アマダエスエー（現・アマダヨーロッパエスエー）を発足。
  - オーストリア・テルニッツ市に現地法人アマダオーストリアを設立。
- 1987年（昭和61年）
  - カナダ・グランビー市に現地法人アマダプロメカムカナダ（現・アマダカナダエルティーディー）を設立。
  - 園池製作所が静岡県富士宮市に富士宮工場（現・富士宮事業所）を建設。
  - アメリカ・ブエナパーク市に現地法人アマダカッティングテクノロジーズを設立。
- 1988年（昭和62年）- 株式会社アマダメトレックスが東京証券取引所市場第一部銘柄に指定。
- 1989年（昭和63年）
  - ワシノ機械が株式会社アマダワシノに商号変更。
  - 園池製作所が株式会社アマダソノイケに商号変更。
  - シンガポールに現地法人アマダシンガポールを設立。
- 1992年（平成4年）- ソフト工房棟、研修棟「FORUM246」を新設。アマダ・マシンツールプラザ第1を新設。
- 1993年（平成5年）- 中国・北京市に合弁会社北京AMT工作機械金型有限公司（現・北京天田機床模具有限公司）を設立。NCT金型製造を開始。
- 1994年（平成6年）- 香港に現地法人天田香港有限公司を設立。中国・連雲港市に合弁会社天田連雲港機械有限公司を設立。ブレードの製造を開始。
- 1995年（平成7年）- タイ・サムトプラカーン市に現地法人アマダ（タイランド）を設立。
- 1996年（平成8年）
  - 中国・上海市に合弁会社上海天田冲剪有限公司（現・天田（上海）机床有限公司）を設立。ベンディングマシン、パンチングマシンを製造開始。
  - マレーシア・クアラルンプール市に現地法人アマダ（マレーシア）を設立。
  - 中国・上海市に現地法人天田国際工貿（上海）有限公司を設立。
- 1998年（平成10年）
  - フランス トレンブレイ・オン・フランス市に現地法人アマダヨーロピアンヘッドクォーターズを設立。
  - オーストラリア・シドニー市に現地法人アマダオセアニアを設立。
- 1999年（平成11年）
  - 韓国・仁川市に現地法人アマダコリアを設立。
  - 米国コビントン市に現地法人アマダレーザアメリカを設立。
- 2000年（平成12年）
  - インド・マドラス市に現地法人アマダ（インディア）社を設立。
  - アマダソノイケがアマダワシノを吸収合併し、株式会社アマダマシニックスに商号変更。
  - 株式会社アマダメトレックスを吸収合併。
- 2001年（平成13年）
  - 中国・深圳市に現地法人天田国際貿易（深圳）有限公司を設立。
  - アマダアメリカがアマダエンジニアリングアンドサービスを吸収合併。
- 2002年（平成14年）
  - 株式会社綜合安全技術センターとワシノエンジニアリングが合併し、株式会社アマダプレステックが発足。同時に当社プレス商品の売上を株式会社アマダプレステックに移し、プレスの販売・サービス事業を同社に移管。
  - グループの研究開発会社である株式会社アマダ電子及び株式会社アマダエンジニアリングセンターを吸収合併し、研究開発機能を当社に集約。
- 2003年（平成15年）- アマダマシニックスを吸収合併。
- 2005年（平成16年）- アマダアメリカがアマダエムエフジーアメリカを吸収合併。
- 2007年（平成19年）
  - アマダアメリカが、アマダノースアメリカに商号変更するとともに、事業部分を分割して新たにアマダアメリカ（連結子会社）を設立し、持株会社化。
  - 富士宮事業所に開発センターとレーザ専用工場を竣工。
- 2008年（平成20年）
  - アマダプレステックを吸収合併し、プレスの販売・サービス事業を当社に集約。
  - テクノワシノを株式会社アマダワシノに商号変更。
- 2009年（平成21年）
- 富士宮事業所にてパーツセンターが稼働。
- アマダベトナム設立。
- アマダカッティングとアマダワシノを合併し、販売会社・株式会社アマダマシンツール及び製造会社・株式会社アマダマシンツールMFGを発足。開発センターとレーザ専用工場を竣工。また欧州（本社・ドイツ）にも、切削マシンと工作機械の販売会社アマダマシンツールヨーロッパを新設。
- 2010年（平成22年）
  - 欧州でのエンジニアリング能力を強化する統括組織・アマダエンジニアリングヨーロッパ（本社・イタリア）を新設。
  - アマダカッティングテクノロジーズとアマダワシノアメリカを合併し、アマダマシンツールアメリカを設立。
  - アマダグループ環境宣言を発表。
  - アマダベトナム新社屋とテクニカルセンターがオープン。
  - 天田（連雲港）机床有限公司設立。
  - アマダイタリア新社屋とテクニカルセンターがオープン。
  - アマダマシンツールヨーロッパ テクニカルセンターオープン。
  - アマダコリア テクニカルセンターオープン。
- 2011年（平成22年）
  - 地域統括会社 アマダアジア設立。
  - アマダツールテクニカがアマダの金型販売部門と一体となり、アマダツールプレシジョンに商号変更。
  - アマダマシンツールとアマダマシンツールMFGが合併。切削及び工作機械の製造・販売が一体に。
  - アマダインド テクニカルセンターオープン（インド・バンガロール）。
  - アマダ・ブラジル設立。
  - 東大阪市に関西テクニカルセンター、岐阜県土岐市に土岐事業所をそれぞれオープン。
- 2012年（平成23年） 
  - ファイバーレーザマシン「FOL-3015AJ」が2011年度十大新製品賞増田賞を受賞。
  - アマダ・スイス設立。
  - 中国・上海市に天田（中国）有限公司設立。
  - ドイツに開発会社アマダアドバンステクノロジー設立。
  - イタリア プリマインダストリー社とパネルベンダーの開発・製造分野で業務提携。
  - アマダアメリカがロサンゼルスにテクニカルセンターをオープン。
  - ブラジル・サンパウロ近郊にテクニカルセンターをオープン。
  - 中国 Ningbo CFG マシナリーインダストリアル社とプレスマシンの製造で提携。
- 2013年（平成25年）
  - アメリカ・カリフォルニア州にブレア工場オープン。
  - ミヤチテクノス株式会社を子会社化。
  - 中国・上海市に上海事業所オープン。
  - ドイツ南部にテクニカルセンターオープン。
  - 全自動曲げ加工システム「EG-6013AR」が第43回機械工業デザイン賞で経済産業大臣賞受賞。
  - ファイバーレーザマシン「FOL-3015AJ」及びパンチ・レーザ複合マシン「ACIESシリーズ」が、環境省の平成25年度地球温暖化防止活動環境大臣表彰受賞。
- 2014年（平成26年）
  - 4月1日 - 子会社のミヤチテクノスを株式会社アマダミヤチに商号変更。
  - 10月22日 - 株式会社アマダ分割準備会社、株式会社アマダエンジニアリング分割準備会社を設立。
  - 11月13日 - 2015年4月1日の持株会社制移行を取締役会で決議[3]。
- 2015年（平成27年）
  - 1月 - ファイバーレーザマシンENSIS-3015AJが2014年度十大新製品賞本賞を受賞。「サーボプレスとインデックス装置によるキャリアカバー加工」が日本鍛圧機械工業会主催「MF技術大賞」を受賞。
  - 4月1日
    - 持株会社移行に伴い、商号を株式会社アマダホールディングスに変更。同時に、板金機械の販売・サービス事業を継承するアマダ分割準備会社は株式会社アマダ（2代目）、板金機械の開発・製造事業などを継承するアマダエンジニアリング分割準備会社は株式会社アマダエンジニアリング（2代目）[注 1]に商号変更。
    - アマダマシンツールにプレス事業、切削ブレード開発・製造事業などを承継。
    - 伊勢原事業所に技術研究所を設置。
    - アマダマキナリアイベリカに新テクニカルセンターをオープン。

  - 7月 - 省エネ・変種変量・ワイドレンジ・ファイバーレーザ自動化システム｢ENSISソリューション｣が、第45回機械工業デザイン賞「日本力（にっぽんぶらんど）賞」を受賞。
- 2016年（平成28件）
  - 2月 - ファイバーレーザマシン「ENSIS-AJ シリーズ」が日本機械工業連合会主催 優秀省エネルギー機器表彰 資源エネルギー庁長官賞を受賞。
  - 4月 - 台湾 台南市にサテライトセンターをオープン。
- 2018年（平成30年）
  - 4月1日 - アマダ（2代目）が、アマダエンジニアリング（2代目）を吸収合併[4]。
  - 4月18日 - 企業博物館と顧客接遇施設を兼ねた「アマダ記念会館」を開設[5]。
- 2019年（平成31年）
  - 4月1日 - オリイメック株式会社がアマダマシンツールのプレス加工機械事業を承継し、株式会社アマダオリイに商号変更[6]。
  - 5月 - LBCテクノロジー搭載ファイバーレーザマシン「VENTIS-3015AJ」販売開始。
  - 10月 - アマダホールディングス伊勢原事業所が「2019年度緑化優良工場等関東経済産業局長賞」を受賞。
  - 11月 - 超高速3軸リニアドライブ・ファイバーレーザマシン「REGIUS-3015AJ」発表。ハイブリッド・ドライブ搭載レトロフィット対応ベンディングマシン「HRB-1003」「HRB-1003ATC」販売開始。
- 2020年（令和2年）
  - 1月 - 「アマダAIイノベーション研究所」を設立。
  - 4月1日 - アマダ（2代目）を吸収合併し、株式会社アマダ（3代目）に商号変更。同時に主要子会社のアマダマシンツールを株式会社アマダマシナリーに、アマダミヤチを株式会社アマダウエルドテックに、アマダオリイを株式会社アマダプレスシステムに商号変更[7]。

## 製品
- プレス機械
- タレットパンチプレス
- レーザー切断機
- YAGレーザー溶接ロボット
- ボーリングマシン
- バンドソー
- 研削盤

## グループ企業

### アマダグループ主要事業と企業
- 板金事業
  - 株式会社アマダ
    - 本社/伊勢原事業所（神奈川県伊勢原市）
    - 富士宮事業所（静岡県富士宮市）
- 切削・工作機械
  - 株式会社アマダマシナリー
    - 本社（神奈川県伊勢原市）
    - 土岐事業所（岐阜県土岐市）
    - 小野工場（兵庫県小野市）
    - 三木工場（兵庫県三木市）
    - 奈良工場（奈良県大和郡山市）
- 精密溶接事業
  - 株式会社アマダウエルドテック
    - 本社（神奈川県伊勢原市）
    - 野田事業所（千葉県野田市）
- プレス事業
  - 株式会社アマダプレスシステム
    - 本社（神奈川県伊勢原市）
    - 富士宮事務所（静岡県富士宮市）
    - 伊勢原鈴川事務所（神奈川県伊勢原市）
    - 川口事務所（埼玉県川口市）

### その他国内グループ
日本
- 株式会社アマダツールプレシジョン
- 株式会社アマダオートメーションシステムズ
- 株式会社アマダリース
- 株式会社アマダ物流
- 株式会社アマダドキュメック
- 株式会社ケーブルソフトウェア
- 株式会社アマダプランテック
- 株式会社富士野倶楽部

### 国外グループ
アメリカ合衆国
- AMADA NORTH AMERICA, INC.
- AMADA AMERICA, INC.
- AMADA TOOL AMERICA, INC.
- AMADA MACHINERY AMERICA, INC.
- AMADA MARVEL INC.
- AMADA WELD TECH INC.
- AMADA ORII AMERICA INC.

 カナダ
- AMADA CANADA LTD.

 メキシコ
- AMADA de MEXICO, S. de R.L. de C.V.

- AMADA ORII DE MEXICO, S.A DE C.V.

 ブラジル
- AMADA DO BRASIL LTDA.
- AMADA WELD TECH LTDA.

 イギリス
- AMADA UNITED KINGDOM LTD.
- AMADA WELD TECH UK LTD.

 ドイツ
- AMADA GmbH
- AMADA MACHINERY EUROPE GmbH
- AMADA WELD TECH GmbH

 フランス
- AMADA EUROPE S.A.
- AMADA S.A.
- AMADA LUTILLAGE S.A.

 スペイン
- AMADA MAQUINARIA IBERICA S.L.U.

 イタリア
- AMADA ITALIA　S.r.l.
- AMADA ENGINEERING EUROPE S.r.l.

 スウェーデン
- AMADA SCANDINAVIA AB

 オーストリア
- AMADA AUSTRIA GmbH

 ロシア
- AMADA O.O.O.

 トルコ
- AMADA TURKEY MAKINA TEKNOLOJI SANAYI VE TICARET LTD. STI.

 スイス
- AMADA SWISS GmbH

 デンマーク
- AMADA DENMARK A/S

 オランダ
- AMADA WELD TECH B.V.

 フィンランド
- AMADA AUTOMATION EUROPE LTD.

 ノルウェー
- AMADA NORWAY AS

 ポーランド
- AMADA SP. Z.O. O.

 ハンガリー
- AMADA WELD TECH KFT.

 南アフリカ共和国
- AMADA JOHANNESBURG BRANCH

 中国
- AMADA (CHINA) CO.,LTD.
- AMADA HONG KONG CO., LTD.
- BEIJING AMADA MACHINE & TOOLING CO., LTD.
- AMADA INTERNATIONAL INDUSTRY	& TRADING(SHANGHAI) CO., LTD.
- AMADA ORII SHANGHAI CO., LTD.
- AMADA INTERNATIONAL TRADING (SHENZHEN) CO., LTD.
- AMADA HONG KONG CO., LIMITED
- AMADA SHANGHAI MACHINE TECH CO., LTD.
- AMADA LIANYUNGANG MACHINERY CO.,LTD.
- AMADA LIANYUNGANG MACHINE TOOL CO.,LTD.
- AMADA LIANYUNGANG MACHINE TECH CO.,LTD.
- AMADA WELD TECH SHANGHAI CO., LTD.
- AMADA WELD TECH SHANGHAI MANUFACTURING CO., LTD.
- AMADA ORII GUANGZHOU CO., LTD.

 台湾
- AMADA TAIWAN INC.
- AMADA WELD TECH TAIWAN CO., LTD.

 韓国
- AMADA KOREA CO., LTD.
- AMADA WELD TECH KOREA CO., LTD.

 シンガポール
- AMADA SINGAPORE (1989) PTE LTD.
- AMADA ORII SINGAPORE PTE LTD.

 タイ
- AMADA ASIA PACIFIC CO., LTD.
- AMADA (THAILAND) CO., LTD.
- AMADA ORII (THAILAND) CO., LTD.
- AMADA ORII TRADING (THAILAND) CO., LTD.

 マレーシア
- AMADA (MALAYSIA) SDN.BHD.

 ベトナム
- AMADA VIETNAM CO., LTD.

 インドネシア
- PT. AMADA MACHINERY INDONESIA
- PT. AMADA ORII INDONESIA

 インド
- AMADA SOFT (INDIA) PVT.LTD.
- AMADA (INDIA) PVT. LTD.
- AMADA WELD TECH INDIA PVT. LTD.

 オーストラリア
- AMADA OCEANIA PTY LTD.

 アラブ首長国連邦
- AMADA MIDDLE EAST FZCO